# Campeonato Brasileiro Série A 1996
Die Campeonato Brasileiro Série A 1996 war die 40. Spielzeit der höchsten brasilianischen Fußballliga, der Série A.

## Saisonverlauf
Die Série A startete am 8. August 1996 in ihre neue Saison und endete am 15. Dezember 1996. Die Meisterschaft wurde vom nationalen Verband CBF ausgerichtet.
Während des Wettbewerbs trafen alle 24 Vereine der Série A anhand eines vor der Saison festgelegten Spielplans einmal aufeinander. Die besten acht Mannschaften traten danach nochmals in Viertel- und Halbfinalspielen gegeneinander an, um die Finalisten zu ermitteln. Die Abschlusstabelle inklusive der Ergebnisse aus den K.o.-Spielen diente zur Festlegung der Qualifikation für die internationalen Wettbewerbe.
Nach der Saison wurden wie jedes Jahr Auszeichnungen an die besten Spieler des Jahres vergeben. Der „Goldene Ball“, vergeben von der Sportzeitschrift Placar, ging an Djalminha vom SE Palmeiras. Torschützenkönige wurden Renaldo und Paulo Nunes mit 19 Treffern.
Am 7. Mai 1997 veröffentlichte das Nachrichtenmagazin Jornal Nacional Aufzeichnungen von Telefongesprächen eines Korruptionssystems innerhalb des CBF. Die Stimme von Ivens Mendes, seit 1988 Präsident der CONAF (Nationale Fußball Schiedskommission), wurde in einer Tonbandaufnahme eines Telefonats identifiziert. In diesem Telefonat mit dem Präsidenten von Atlético Paranese, Mario Celso Petraglia, wurde scheinbar vereinbart, dass der Schiedsrichter im Spiel gegen Vasco da Gama, gegen eine Geldzahlung für Atlético pfeifen würde. Das Spiel fand am 3. April 1997 in Curitiba stattfand. Atlético gewann 3:1, wobei der Schiedsrichter Oscar Roberto de Godoi den Stürmer Edmundo von Vasco vom Platz stellte. In einer weiteren Aufnahme schien es um eine Absprache mit dem Präsidenten Alberto Dualib des SC Corinthians zu gehen.
Am 14. Mai setzte der Ausschuss für Bildung, Kultur und Sport des Repräsentantenhauses hierzu einen Untersuchungsausschuss ein. Dessen Arbeit wurde nie offiziell abgeschlossen. Es gab auch keinen Abschlussbericht, sondern nur einen Entwurf hierzu. Es gab nur sportliche Konsequenzen für Athletico Paranaense, dem als einzigem ein Vorteil nachgewiesen werden konnte. Der Club wurde mit einem Abzug von fünf Punkten für die Saison 1997 belegt. Dieser Vorfall brachte den CBF ebenso zu dem Entscheid, dass die eigentlichen Absteiger der Saison in der Liga verbleiben durften.

## Vorrunden-Tabelle
| Pl. | Verein                | Sp. | S  | U  | N  | Tore    | Diff. | Punkte |
| --- | --------------------- | --- | -- | -- | -- | ------- | ----- | ------ |
| 1.  | Cruzeiro EC           | 23  | 13 | 5  | 5  | 031:170 | +14   | 44     |
| 2.  | Guarani FC            | 23  | 13 | 4  | 6  | 023:140 | +9    | 43     |
| 3.  | SE Palmeiras          | 23  | 12 | 7  | 4  | 042:200 | +22   | 43     |
| 4.  | Atlético Paranese (N) | 23  | 12 | 3  | 8  | 041:280 | +13   | 39     |
| 5.  | Atlético Mineiro      | 23  | 12 | 3  | 8  | 039:320 | +7    | 39     |
| 6.  | Grêmio FBPA           | 23  | 11 | 5  | 7  | 042:270 | +15   | 38     |
| 7.  | Goiás EC              | 23  | 11 | 4  | 8  | 037:270 | +10   | 37     |
| 8.  | Portuguesa            | 23  | 11 | 3  | 9  | 032:290 | +3    | 36     |
| 9.  | SC Internacional      | 23  | 10 | 5  | 8  | 031:270 | +4    | 35     |
| 10. | Sport Recife          | 23  | 10 | 5  | 8  | 032:310 | +1    | 35     |
| 11. | FC São Paulo          | 23  | 9  | 8  | 6  | 039:320 | +7    | 35     |
| 12. | SC Corinthians        | 23  | 7  | 11 | 5  | 020:190 | +1    | 32     |
| 13. | CR Flamengo           | 23  | 9  | 3  | 11 | 024:310 | −7    | 30     |
| 14. | Coritiba FC           | 23  | 8  | 5  | 10 | 025:300 | −5    | 29     |
| 15. | EC Vitória            | 23  | 8  | 5  | 10 | 032:390 | −7    | 29     |
| 16. | Paraná Clube          | 23  | 8  | 4  | 11 | 026:300 | −4    | 28     |
| 17. | Botafogo FR (M)       | 21  | 7  | 7  | 7  | 033:350 | −2    | 28     |
| 18. | CR Vasco da Gama      | 23  | 8  | 3  | 12 | 037:430 | −6    | 27     |
| 19. | EC Juventude          | 23  | 8  | 3  | 12 | 031:370 | −6    | 27     |
| 20. | FC Santos             | 23  | 7  | 6  | 10 | 026:310 | −5    | 27     |
| 21. | Criciúma EC           | 23  | 6  | 5  | 12 | 031:390 | −8    | 23     |
| 22. | EC Bahia (N)          | 23  | 5  | 8  | 10 | 025:350 | −10   | 23     |
| 23. | Fluminense FC         | 23  | 6  | 4  | 13 | 026:500 | −24   | 22     |
| 24. | CA Bragantino         | 23  | 5  | 4  | 14 | 026:480 | −22   | 19     |

| (M) | Meister des Vorjahres           |
| (N) | Aufsteiger aus der Série B 1995 |

## KO-Runde

### Viertelfinale
|                  | Gesamt |                   | Hinspiel | Rückspiel |
| ---------------- | ------ | ----------------- | -------- | --------- |
| Cruzeiro EC      | 1:3    | Portuguesa        | 1:0      | 0:3       |
| Atlético Mineiro | 3:2    | Atlético Paranese | 3:1      | 0:1       |
| SE Palmeiras     | 2:3    | Grêmio FBPA       | 1:0      | 1:3       |
| Guarani FC       | 2:3    | Goiás EC          | 1:0      | 1:3       |

### Halbfinale
|            | Gesamt |                  | Hinspiel | Rückspiel |
| ---------- | ------ | ---------------- | -------- | --------- |
| Portuguesa | 3:2    | Atlético Mineiro | 1:0      | 2:2       |
| Goiás EC   | 3:4    | Grêmio FBPA      | 2:2      | 1:3       |

## Finale
Nach den beiden Finalspielen stand kein Sieger fest. Ein Elfmeterschießen war nicht vorgesehen. Aufgrund der besseren Tabellenplatzierung in der Vorrunde, erhielt der Grêmio FBPA den Meistertitel zugesprochen.

### Hinspiel
| Portuguesa                                          | Portuguesa | Grêmio FBPA | Grêmio FBPA |
| --------------------------------------------------- | --- | --- | ----------- |
| Portuguesa                                          | \| 11. Dezember 1996 in São Paulo (Estádio do Morumbi) \| \| Ergebnis: 2:0 (2:0) \| \| Zuschauer: 29.355 \| \| Schiedsrichter: Sidrack Marinho dos Santos \|               | \| 11. Dezember 1996 in São Paulo (Estádio do Morumbi) \| \| Ergebnis: 2:0 (2:0) \| \| Zuschauer: 29.355 \| \| Schiedsrichter: Sidrack Marinho dos Santos \|                                     | Grêmio FBPA |
| Portuguesa                                          | Clemer, Valmir, Émerson, Marcelo Miguel, Roque, Capitão, Alexandre Gallo, Zé Roberto, Wolnei Caio, Rodrigo Fabri (Tico), Alex Alves (Flávio Guarujá) Cheftrainer: Candinho | Danrlei, Ribeiro, Adílson Batista, Rivarola, Roger, Dinho (Mauro Galvão), Goiano, Emerson (João Antônio), Carlos Miguel (Aílton Ferraz), Paulo Nunes, Zé Alcino Cheftrainer: Luiz Felipe Scolari | Grêmio FBPA |
| Portuguesa                                          | 1:0 Gallo (38.) 2:0 Rodrigo Fabri (60.) | | Grêmio FBPA |
| Portuguesa                                          | Valmir | Adílson Batista, Roger, Emerson | Grêmio FBPA |
| Portuguesa                                          | Ribeiro | | Grêmio FBPA |
| 11. Dezember 1996 in São Paulo (Estádio do Morumbi) | | |             |
| Ergebnis: 2:0 (2:0)                                 | | |             |
| Zuschauer: 29.355                                   | | |             |
| Schiedsrichter: Sidrack Marinho dos Santos          | | |             |

### Rückspiel
| Grêmio FBPA                                                     | Grêmio FBPA | Portuguesa | Portuguesa |
| --------------------------------------------------------------- | --- | --- | ---------- |
| Grêmio FBPA                                                     | \| 15. Dezember 1996 in Porto Alegre (Estádio Olímpico Monumental) \| \| Ergebnis: 2:0 (1:0) \| \| Zuschauer: 52.587 \| \| Schiedsrichter: Márcio Rezende de Freitas \|            | \| 15. Dezember 1996 in Porto Alegre (Estádio Olímpico Monumental) \| \| Ergebnis: 2:0 (1:0) \| \| Zuschauer: 52.587 \| \| Schiedsrichter: Márcio Rezende de Freitas \|          | Portuguesa |
| Grêmio FBPA                                                     | Danrlei, Arce, Rivarola (Luciano), Mauro Galvão, Roger, Dinho (Aílton Ferraz), Goiano, Emerson (Zé Afonso), Carlos Miguel, Paulo Nunes, Zé Alcino Cheftrainer: Luiz Felipe Scolari | Clemer, Valmir, Émerson, César Belli, Carlos Roberto (Flávio Guarujá), Capitão, Alexandre Gallo, Zé Roberto, Wolnei Caio, Rodrigo Fabri (Tico), Alex Alves Cheftrainer: Candinho | Portuguesa |
| Grêmio FBPA                                                     | 1:0 Paulo Nunes (3.) 2:0 Ailton Ferraz (84.) | | Portuguesa |
| Grêmio FBPA                                                     | Dinho, Goiano | Flávio Guarujá, Gallo | Portuguesa |
| 15. Dezember 1996 in Porto Alegre (Estádio Olímpico Monumental) | | |            |
| Ergebnis: 2:0 (1:0)                                             | | |            |
| Zuschauer: 52.587                                               | | |            |
| Schiedsrichter: Márcio Rezende de Freitas                       | | |            |

## Abschlusstabelle
Die Tabelle der Vorrunde wurde ergänzt um die erzielten Tore und Anzahl der Spiele der KO-Runde. Die Rangliste ergibt sich zunächst aus der erreichten Runde und erst dann nach den gewonnenen Punkten.
| Pl. | Verein                | Sp. | S  | U  | N  | Tore    | Diff. | Punkte |
| --- | --------------------- | --- | -- | -- | -- | ------- | ----- | ------ |
| 1.  | Grêmio FBPA           | 29  | 14 | 6  | 9  | 052:320 | +20   | 48     |
| 2.  | Portuguesa            | 29  | 14 | 4  | 11 | 040:340 | +6    | 46     |
| 3.  | Atlético Mineiro      | 27  | 13 | 4  | 10 | 044:370 | +7    | 43     |
| 4.  | Goiás EC              | 27  | 12 | 5  | 10 | 043:340 | +9    | 41     |
| 5.  | Cruzeiro EC           | 25  | 14 | 5  | 6  | 032:200 | +12   | 47     |
| 6.  | Guarani FC            | 25  | 14 | 4  | 7  | 025:170 | +8    | 46     |
| 7.  | SE Palmeiras          | 25  | 13 | 7  | 5  | 044:230 | +21   | 46     |
| 8.  | Atlético Paranese (N) | 25  | 13 | 3  | 9  | 043:310 | +12   | 42     |
| 9.  | SC Internacional      | 23  | 10 | 5  | 8  | 031:270 | +4    | 35     |
| 10. | Sport Recife          | 23  | 10 | 5  | 8  | 032:310 | +1    | 35     |
| 11. | FC São Paulo          | 23  | 9  | 8  | 6  | 039:320 | +7    | 35     |
| 12. | SC Corinthians        | 23  | 7  | 11 | 5  | 020:190 | +1    | 32     |
| 13. | CR Flamengo           | 23  | 9  | 3  | 11 | 024:310 | −7    | 30     |
| 14. | Coritiba FC           | 23  | 8  | 5  | 10 | 025:300 | −5    | 29     |
| 15. | EC Vitória            | 23  | 8  | 5  | 10 | 032:390 | −7    | 29     |
| 16. | Paraná Clube          | 23  | 8  | 4  | 11 | 026:300 | −4    | 28     |
| 17. | Botafogo FR (M)       | 21  | 7  | 7  | 7  | 033:350 | −2    | 28     |
| 18. | CR Vasco da Gama      | 23  | 8  | 3  | 12 | 037:430 | −6    | 27     |
| 19. | EC Juventude          | 23  | 8  | 3  | 12 | 031:370 | −6    | 27     |
| 20. | FC Santos             | 23  | 7  | 6  | 10 | 026:310 | −5    | 27     |
| 21. | Criciúma EC           | 23  | 6  | 5  | 12 | 031:390 | −8    | 23     |
| 22. | EC Bahia (N)          | 23  | 5  | 8  | 10 | 025:350 | −10   | 23     |
| 23. | Fluminense FC         | 23  | 6  | 4  | 13 | 026:500 | −24   | 22     |
| 24. | CA Bragantino         | 23  | 5  | 4  | 14 | 026:480 | −22   | 19     |

| (M) | Meister des Vorjahres           |
| (N) | Aufsteiger aus der Série B 1996 |

## Torschützenliste
| Pl. | Nat.                  | Spieler     | Verein      | Tore    |
| --- | --------------------- | ----------- | ----------- | ------- |
| 1   | Brasilianer           | Renaldo     | Atlético-MG | 16 Tore |
| 1   | Brasilianer           | Paulo Nunes | Grêmio      | 16 Tore |
| 3   | Brasilianer           | Túlio       | Botafogo    | 13 Tore |
| 3   | Brasilianer Deutscher | Paulo Rink  | Atlético-PR | 13 Tore |
| 5   | Brasilianer           | Djalminha   | Palmeiras   | 12 Tore |
| 5   | Brasilianer           | Aílton      | Guarani     | 12 Tore |

Liste der Fußball-Torschützenkönige Série A (Brasilien)